# 王様の剣
『王様の剣』（おうさまのつるぎ、原題：The Sword in the Stone）は、1963年12月25日に公開されたウォルト・ディズニー・プロダクション制作のアニメ映画作品。原作はアーサー王の少年時代を描いたT・H・ホワイトの小説『永遠の王（The Once and Future King）』の第1部「石に刺さった剣」。日本での公開は1964年7月18日。公開当初の邦題は「王さまの剣」であった。ウォルトが最後に公開を見届けた長編アニメ映画である。またウォルトディズニーアニメーションスタジオの長編映画が日本で7月に公開されたのは1962年公開の「101匹わんちゃん」以来2年ぶりとなる。

## あらすじ
遠い昔。大勢の騎士達がしのぎを削り合っていたイングランドでは、時の国王が世継ぎを残さずに亡くなった事で、空席となった王の座を巡る戦乱が各地で始まり、国全体が荒廃しつつあった。そんな中、ロンドンの街に石台に刺さった一本の剣が出現する。
『この剣を石台から引き抜いた者こそ、次の国王である』と剣の柄に刻まれたメッセージを信じ、乱れきった国を正してくれる新たな王が現れる奇跡を人々が願う中、王の座を欲する大勢の血気盛んな強者達が剣を引き抜こうと試みた。しかし、結局誰一人として剣を抜く事は出来ず、奇跡は起こらなかった。
やがて、剣の存在が次第に国民の記憶から忘れ去られた頃。イギリスのとある地方領主 エクター卿の城ではワートという少年が働いていた。
ある日、エクター卿の息子ケイと狩りに出かけ矢をなくしてしまい、探しに一人で森の中に入る。そこで魔法使いマーリンと出会う。
未来を見通す力を持つマーリンは、ワートが将来、大物になる事を予見し、彼に魔法の訓練をつける事を決心する。
自身の存在を訝しげるエクター卿からも、どうにか了承を取り付けたマーリンは、ワートを大成させるべく不思議な特訓を課していく。

## キャラクター
ワート（アーサー王）
本作の主人公。エクター卿の下で働く痩躯な少年。一人称は「僕」。未来の王と予言され、魔法使いマーリンの修行を受けることになる。ちなみに原作本ではウォートと表記。（「いぼ」と言う意味である。）
アーサー王伝説は剣を抜いて王になるまでが序章だが、この映画は原作『永遠の王』の第1部であることから、王になったアーサーは描かれていない。
マーリン
魔法使い。一人称は「わし」。ワートに学問と知恵、そして優しさと強さを教える。未来を見通せるなど偉大な魔法使いだが、ちょっとしたことにもムキになったり、気まぐれな面もある好々爺。
アルキメデス
マーリンの家に住む喋るフクロウ。一人称は「我輩」。気難し屋だが、魚や鳥になったワートをカワカマスやタカから助ける優しい心も持ち合わせている。
マダム・ミム
本作のディズニー・ヴィランズ。森に住む、ぼさぼさ頭の醜い魔女。一人称は「あたし」。元々醜いが、もっと醜くも別人のように美しくもなれる。一見ひょうきんで陽気な魔女だが、人を怖がらせることが大好きで、醜い、悪い、卑怯者、ズルいと言われるのを何よりも至福の喜びとし、自らルール違反する為に予めルールを作る等、かなり狡猾で卑怯な性格で、世界一の最高の魔女と自負している。その為、マーリンはおろかアルキメデスにも心底嫌われている。その後マーリンと魔法勝負で一騎討ちをして敗れた。
ケイ
エクター卿の少し間抜けな騎士志願の息子。一人称は「俺」または「俺様」。ワートを保護する立場にありながら、面倒なことはワートにやらせる。また、大柄な体格で描かれているが、原作本にはそのような描写はない。
エクター
ケイの父親でワートの養父でもあるスワベージ城の城主。一人称は「私」。当初マーリンを疑っていたが、マーリンの魔法のすごさに負け、同居を許可した。ワートの養父としての責任感はあるが、何かと頭ごなしに罰を与える事しかしておらずワートを抑圧している。反面、ワートが石台から剣を引き抜いてみせると、尚も彼を認めようとしないケイを一喝し、素直にワートを王として認め、忠誠を誓うなど、潔さも併せ持つ。
ペリノー
ロンドンから急用でやってきた、自称「ハンサム」な中年の騎士。馬上槍試合についてエクター卿に知らせた。石台から剣を抜こうとするワートをサポートする。原作本ではペリノアと表記。　
狼
ワートを食べるために、映画の序盤から付け狙っている。最後は流木に挟まれ、川に流されてしまう。
若いリス
マーリンの魔法でリスになったワートに一目惚れした雌のリス。しかしワートが人間であると知ってショックを受けてしまい、ワート自身も彼女を傷つけてしまったことに罪悪感を感じてしまう。
中年リス
ワートと共に魔法でリスになったマーリンに一目惚れした雌のリス。しかしマーリンが人間であると知り、驚いて逃げ出した。

## キャスト
| ワート       | リッキー・ソレンセン リチャード・ライザーマン ロバート・ライザーマン | 小幡昭子   | 土井美加   |            |            |            |
| マーリン     | カール・スウェンソン                                                 | トニー谷   | 内田稔     |            |            |            |
| マダム・ミム | マーサ・ウェントワース                                               | 財部広子   | 福田公子   |            |            |            |
| 中年リス     | マーサ・ウェントワース                                               | 原語版流用 | 原語版流用 | 原語版流用 | 原語版流用 | 原語版流用 |
| タイガー     | メル・ブランク                                                       | 原語版流用 | 原語版流用 | 原語版流用 | 原語版流用 | 原語版流用 |
| タルボット   | メル・ブランク                                                       | 原語版流用 | 原語版流用 | 原語版流用 | 原語版流用 | 原語版流用 |
| 狼           | ジム・マクドナルド                                                   | 原語版流用 | 原語版流用 | 原語版流用 | 原語版流用 | 原語版流用 |
| 若いリス     | ジニー・タイラー                                                     | 原語版流用 | 原語版流用 | 原語版流用 | 原語版流用 | 原語版流用 |
| アルキメデス | ジュニウス・マシューズ                                               | 石垣良     | 江原正士   |            |            |            |
| エクター     | セバスチャン・キャボット                                             | 樋口功     | 吉水慶     |            |            |            |
| ナレーター   | セバスチャン・キャボット                                             | 北沢彪     | 金尾哲夫   |            |            |            |
| ケイ         | ノーマン・アーデン                                                   | 宮田光     | 牛山茂     |            |            |            |
| ペリノー     | アラン・ネイピア                                                     | 植木正夫   | 関時男     |            |            |            |
| 家政婦       | バーバラ・ジョー・アレン                                             |            | 磯辺万沙子 |            |            |            |
| バート卿     | サール・レイブンズクロフト                                           |            | 石波義人   |            |            |            |

- 劇場公開版：1964年公開。現在は音楽ビデオ集『シング アロング ソング Vol.3 アンダー・ザ・シー』に一部収録されている場面以外見ることができない。
- ソフト版：1987年発売（VHS・LD・DVD収録）

## スタッフ

### 映像制作
| 製作                 | 製作 | ウォルト・ディズニー、ロイ・O・ディズニー                                                                                |
| 原作                 | 原作 | テレンス・ハンベリー・ホワイト                                                                                           |
| 脚本                 | 脚本 | ビル・ピート |
| 音楽                 | 音楽 | ジョージ・ブランズ |
| オーケストレーション | オーケストレーション                                                                                           | フランクリン・マークス                                                                                                   |
| 作画監督             | アーサー王 マーリン                                                                                            | ミルト・カール |
| 作画監督             | ワート リス | フランク・トーマス |
| 作画監督             | アルキメデス                                                                                                   | オリー・ジョンストン |
| 作画監督             | 狼 エクター ケイ ペリノー 家政婦 マダム・ミム                                                                  | ジョン・ラウンズベリー                                                                                                   |
| レイアウト           | レイアウト | ドン・グリフィス、バジル・デヴィドヴィチ、ヴァンス・ゲリー、シルヴィア・コッブ、デイル・バーンハート、ホーマー・ジョナス |
| 原画                 | アルキメデス エクター マダム・ミム                                                                             | エリック・ラーソン |
| 原画                 | ハル・キング、エリック・クレワース、クリフ・ノードバーグ、ジョン・シブリー、ハル・アンブロ、ディック・ルーカス | |
| 動画                 | 動画 | ドン・ブルース、フロイド・ノーマン                                                                                       |
| エフェクト原画       | エフェクト原画                                                                                                 | ダン・マクマナス、ジャック・ボイド、ジャック・バックリー、ドース・A・ランファー                                          |
| 美術監督             | 美術監督 | ケン・アンダーソン |
| 背景                 | 背景 | ウォルト・ペレゴイ、ビル・レイン、アル・デンプスター、アンソニー・リッツォ、ラルフ・ヒューレット、フィル・モットーラ     |
| 撮影                 | 撮影 | ボブ・ブロートン |
| 音響監修             | 音響監修 | C・O・スライフィールド                                                                                                   |
| 録音                 | 録音 | ロバート・O・クック |
| 音楽編集             | 音楽編集 | イヴリン・ケネディ |
| 編集                 | 編集 | ドナルド・ハリデイ |
| 製作担当             | 製作担当 | ハリー・タイトル |
| アニメーション制作   | アニメーション制作                                                                                             | ウォルト・ディズニー・プロダクション                                                                                     |
| 監督                 | 監督 | ウォルフガング・ライザーマン                                                                                             |
| 総監督               | 総監督 | ケン・ピーターソン |
| 配給                 | 配給 | ブエナ・ビスタ・ホーム・エンターテイメント                                                                               |

### 日本語版制作
| 役職               | 日本語吹き替え （ソフト版）                 |
| ------------------ | ------------------------------------------- |
| 演出               | 田島荘三                                    |
| 整音               | 杉原日出弥                                  |
| 脚本翻訳・録音制作 | トランスグローバル                          |
| 日本語版制作       | DISNEY CHARACTER VOICES INTERNATIONAL, INC. |

## 主題歌
| 使用箇所           | 曲名                                                                                            | 作詞 作曲                                   | 歌手                                      |
| ------------------ | ----------------------------------------------------------------------------------------------- | ------------------------------------------- | ----------------------------------------- |
| オープニングテーマ | 王様の剣 The Sword in the Stone                                                                 | ロバート・シャーマン リチャード・シャーマン | フレッド・ダリアン                        |
| 挿入歌             | ヒギタス・フィギタス Higitus Figitus                                                            | ロバート・シャーマン リチャード・シャーマン | カール・スウェンソン                      |
| 挿入歌             | ア・モウスト・ビフデフデゥリング・シング A Most Befuddling Thing                                | ロバート・シャーマン リチャード・シャーマン | カール・スウェンソン                      |
| 挿入歌             | ザッツ・ホワット・メイクス・ザ・ワールド・ゴー・アラウンド That's What Makes the World Go Round | ロバート・シャーマン リチャード・シャーマン | カール・スウェンソン リッキー・ソレンセン |
| 挿入歌             | マッド・マダム・ミム Mad Madam Mim                                                              | ロバート・シャーマン リチャード・シャーマン | マーサ・ウェントワース                    |
| エンディングテーマ | ブルー・オーク・ツリー Blue Oak Tree                                                            | ロバート・シャーマン リチャード・シャーマン | セバスチャン・キャボット アラン・ネイピア |